# Tionamidi

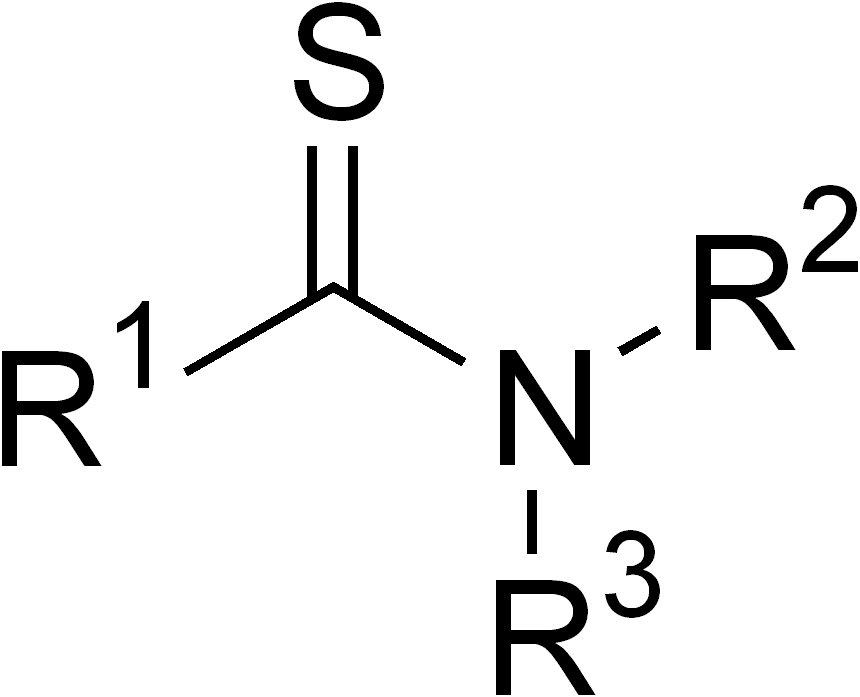
Schema di struttura di una tioammide

Le tionammidi (nome generico: tioammidi) sono una classe di composti organici solforati di struttura analoga alle ammidi, ma con il carbonile (>C=O) rimpiazzato dal tiocarbonile (>C=S) e hanno quindi formula di struttura generale R1−C(=S)−NR2R3, dove R1, R2 e R3 sono atomi di idrogeno oppure alchili o arili, eventualmente a loro volta sostituiti.
La coppia solitaria presente sull'atomo di azoto del gruppo amminico −NR2R3 entra in risonanza con il tiocarbonile C=S, stabilizzandolo (vide infra) e infatti le tionammidi sono composti generalmente stabili, a differenza di tioaldeidi e tiochetoni, che invece vanno soggetti a facile oligomerizzazione o polimerizzazione; sono in parte più stabili anche degli esteri degli acidi tioncarbossilici [RC(=S)OR'], per il fatto che l'ossigeno, più elettronegativo dell'azoto, contrasta in parte la risonanza menzionata sopra.
Le tionammidi sono per molti versi simili alle ammidi ma mostrano un maggior carattere di legame multiplo nel legame C–N, il che comporta una barriera energetica più alta per la rotazione del gruppo amminico −NR2R3 attorno a tale legame.
La più semplice tionammide è la tioformammide [H−C(=S)−NH2], sebbene non sia un composto sufficientemente ben caratterizzato. Una tra le più note tionammidi è la tioacetammide, CH3−C(=S)−NH2, che viene usata principalmente come sorgente di ioni solfuro (tramite idrolisi acida a caldo) in analisi qualitativa inorganica, nonché come prodotto di partenza, o come sintone, per la sintesi di eterocicli solforati, in particolare tiazoli. Dal punto di vista farmacologico le tionammidi e le affini tiouree inibiscono la funzione tiroidea.
Fa parte di questo gruppo anche l'erbicida clortiamide (2,6-Diclorotiobenzammide, C7H5Cl2NS).

## Etimologia
Il termine "tionammide" deriva dall'unione di «tione» con «ammide», quest'ultimo con il normale significato. A sua volta, "tione" è composto da «tio-», cioé zolfo dal greco θεῖον (théion), e da «-one», cioé lo stesso suffisso che si usa per il carbonile dei chetoni, per cui "tione" sta ad indicare il tiocarbonile >C=S e quindi "tionammide" è un'ammide [–C(=O)–NH2] che ha un tiocarbonile al posto di un carbonile [–C(=S)–NH2].

## Struttura e proprietà
Le tionammidi, salvo per la eventuale presenza di sostituenti particolarmente ingombranti, sono molecole generalmente planari, perché è planare il suo gruppo funzionale −C(=S)−N<. Le tionammidi, come anche le ammidi, sono ibridi di risonanza tra due forme limite:
R−C(=S)−NR2   ↔   R−C(−S−)=+NR2
dove la seconda forma, che ha una separazione di carica di tipo sfavorevole (S è meno elettronegativo di N), dovrebbe avere meno peso nell'ibrido ma, in ogni caso, la sua presenza comporta un certo carattere di doppio legame tra C e N. Inoltre, questa seconda è in parte favorita perché, in base alla regola dei doppi legami, il doppio legame C=S (573 kJ/mol) è meno forte del doppio legame C=N (615 kJ/mol).
Inoltre, le tionammidi con il gruppo -NH2 o -NHR in soluzione vanno soggette a un equilibrio di tautomeria prototropica, equilibrio che non è sostanzialmente diverso da quello della tautomeria cheto-enolica:
R−C(=S)−NH2 (tionammide)   ⇄  R−C(−SH)=NH  (tiolimmide)
In fase gassosa la forma tionica è largamente prevalente su quella tiolica, la differenza di energia tra i tautomeri è grande, dell'ordine delle 10 kcal/mol (~40 kJ/mol).In soluzione, almeno per le tioammidi più semplici si trova che l'equilibrio è fortemente spostato a sinistra, nonostante che un legame C=S, per la difficoltà degli atomi della terza riga a formare legami π, sia più debole di un legame C=N. In ogni caso, questo equilibrio è stato indagato e in effetti per la tioacetammide si è trovato che la costante K vale 10−8,6±0,2.

## Sintesi chimica
Il metodo più comune per la sintesi delle tionammidi si basa sulla reazione di un nitrile con idrogeno solforato sotto pressione:
In presenza di trietilammina, la sintesi procede bene anche senza alzare molto la pressione. 
Tuttavia, questo metodo può essere utilizzato solo per ottenere tioammidi che hanno il gruppo -NH2 non sostituito. Per sintetizzare tioammidi N-sostituite, o N,N-disostituite, si parte dalle corrispondenti ammidi facendole reagire con il reagente di Lawesson o il pentasolfuro di fosforo in un solvente inerte, i quali reagenti effettuano la conversione del carbonile in tiocarbonile:

## Usi medici
Diverse tionammidi e tiouree variamente sostituite sono una classe di farmaci usati per controllare la tireotossicosi.
Alcune di esse sono il Mercaptometilimidazolo commercialmente tapazole, il carbimazolo commercialmente neomercazole, la tiourea e il propiltiouracile o propicyl. 
Vengono usati nei casi di ipertiroidismo in farmacologia umana e veterinaria.
Sono molecole che inibiscono l'enzima Tiroide perossidasi nella tiroide, riducendo la sintesi di triiodotironina (T3) e tiroxina (T4), bloccando così l'assorbimento di iodotirosine dalla colloide. Bloccano anche il rilascio di iodio dall'ormone periferico. Gli effetti massimi si verificano solo dopo un mese, poiché l'esaurimento dell'ormone è causato dalla ridotta sintesi, cosa che è un processo lento.
Poiché le tioammidi possono penetrare nella barriera placentare, si consiglia cautela quando vengono utilizzate durante la gravidanza. Il 10% dei pazienti riporta eruzioni cutanee (come macule e papule), orticaria, dermatite, febbre e artralgia. Lo 0,03% di tutti i pazienti sviluppa agranulocitosi, anemia aplastica rari ma gravi effetti avversi.
Hanno utilizzo in medicina umana: il metimazolo, carbimazolo (convertito in vivo in metimazolo) e propiltiouracile.

### Effetti collaterali
Le tionamidi hanno effetti collaterali comuni, per la loro azione extratiroidea, quando usate per il trattamento delle tireotossicosi, quali:
- Agranulocitosi
- Anemia aplastica
- Anosmia
- Colestasi
- Disgeusia
- Disosmia
- Epatopatie
- Gastrite
- Porpora
- ulcere gastriche

Inoltre, inibiscono la lattoperossidasi enzima antibatterico delle mucose.